# ستيفن واين سميث
ستيفن واين سميث (بالإنجليزية: Steven Wayne Smith)‏ هو محامي وقاضي أمريكي، ولد في 26 أكتوبر 1961 في إيفرمان في الولايات المتحدة.